# Afrogryllacris africana
Afrogryllacris africana är en insektsart som först beskrevs av Brunner von Wattenwyl 1888.  Afrogryllacris africana ingår i släktet Afrogryllacris och familjen Gryllacrididae.

## Underarter
Arten delas in i följande underarter:
- A. a. africana
- A. a. perspicillata
- A. a. piceotecta